# Estação Ferroviária de Três Lagoas
A Estação Ferroviária de Três Lagoas foi uma construção destinada a embarque ou desembarque de passageiros de trem e, secundariamente, ao carregamento e descarregamento de carga transportada. Usualmente consistia em um edifício para passageiros (e possivelmente para cargas também), além de outras instalações associadas ao funcionamento da ferrovia. 

## Histórico
A estação de Três Lagoas foi inaugurada em 31 de dezembro de 1912 e foi uma das primeiras estações a serem finalizadas no então estado de Mato Grosso. Faz parte da linha E. F. Itapura-Corumbá, que foi aberta também a partir de 1912. Apesar disso, por dificuldades técnicas e financeiras, havia cerca de 200 km de trilhos para serem finalizados (trechos Jupiá-Água Clara e Pedro Celestino-Porto Esperança), fato que ocorreu apenas em outubro de 1914. Quatro anos antes, em 1910, a futura estação foi o estopim para a fundação da cidade de Três Lagoas, que nascia com o trem. Em 1917 a ferrovia é fundida no trecho da Estrada de Ferro Noroeste do Brasil (NOB), que fazia o trecho paulista Bauru-Itapura.
Cerca de três prédios diferentes foram finalizados para esta estação que sediou um município que estava crescendo com a ferrovia. Anos depois, em 1952, é finalizada a ligação até a cidade de Corumbá, na fronteira com a Bolívia e no ano seguinte é concluído o ramal ferroviário de Ponta Porã com a inauguração da estação da cidade honônima. Em 1975 a linha é incorporada como uma subdivisão da RFFSA. Em 1984 a estação seguia operando com grande movimentação.
Em 1996 a ferrrovia é finalmente privatizada e entregue em concessão da Novoeste. Em 2005 a estação seguia em atividade como escritório da Novoeste, incluindo noticias e boletins da ferrovia. O pátio de manobras também segue movimentado com um galpão para reparos.
Desde 2006 a concessão pertence á ALL e em 2010 começou a construção de uma variante que vai passar fora da cidade.

## Outras estações ferroviárias do município

### Jupiá
A estação de Jupiá foi inaugurada primeiro em 4 de novembro de 1910 no lado paulista, às margens do rio Paraná, sendo na época o desfecho da linha, ou seja, o ponto final de chegada do trem na margem paulista do rio. Em 23 de novembro de 1909 o jornal O Estado de S. Paulo anunciou que a estação seria inaugurada no mes seguinte e um ano antes de anunciada oficialmente pela Noroeste (em 4 de novembro de 1910). Não se sabe ao certo os motivos do atraso, mas segundo algumas fontes, a estação paulista chegou a receber o nome Rebojo do Jupiá e no início os usuários que vinham de Bauru tinham que descer do trem (pois a linha da Noroeste paulista terminava ali) e tinham que ir de barco para atravessar o rio para pegar o trem no outro lado, sendo que apenas cargas seguiam com o trem nas balsas que atravessavam o rio. 
No mês de outubro de 1926 foi inaugurado com 17 anos de atraso a ponte Francisco Sá, sobre o Rio Paraná. Na mesma época a estação de Jupiá foi fechada do lado paulista e inaugurada com o mesmo nome na outra margem do rio, passando a ser então a primeira estação ferroviaria do lado do então Mato Grosso (existiram duas Jupiás: a paulista até 1926 e a matogrossense a partir de 1926). 
Em 2009 ainda existia um galpão onde a Votorantim embarca sua celulose que transporta a partir dali em direção ao o Porto de Santos para exportação.

### Gigante
A estação de Gigante foi inaugurada em 15 de setembro de 1943 e anos depois foi demolida. Ainda há cruzamento de duas linhas de trem, mas não embarca carga desde 2011.

### Cervo
A estação Cervo foi inaugurada em 31 de dezembro de 1912 juntamente com a linha e foi demolida em 2010. Atualmente não resta mais nada ali, nem o cruzamento, pois os desvios foram retirados. 

### Posto do Km 512
O posto do km 512 foi inaugurado em 15 de junho de 1956. Seu nome se deve á quilometragem inicial da ferrovia antes das retificações, que era diferente da quilometragem em 1959. O posto foi construído com madeira, talvez como o restante dos postos telegráficos construídos na mesma época. Vinte anos depois, em 1979, seguia a mesma conservação a beira da linha férrea. 31 anos depois, em 2010, não restou mais nada.

### Arapuá
Arapuá, também escrita como Arapuã, foi inaugurada em 31 de dezembro de 1912 originalmente pela E. F. Itapura-Corumbá e em 1917 fundida com a Noroeste do Brasil. Em 2010 o prédio seguia funcionando como moradia.

### Piaba
A estação foi inaugurada em 15 de setembro de 1943 estando em pé em 2006 e em 2010 estava funcionando como moradia.

### Buritizal
Foi inaugurada em 31 de dezembro de 1912 originalmente pela E. F. Itapura-Corumbá e em 1917 fundida com a Noroeste do Brasil. Décadas depois foi demolida, não sobrando mais nada.

### Garcias
Foi inaugurada em 19 de julho de 1917 originalmente com o nome Vitorino, sendo alterado nos anos 40 para Garcias. Apesar de estar sendo usado como moradia, em 2010 ainda há cruzamento de duas linhas de trem.

### Safira
Inaugurado em 15 de setembro de 1943, não há mais nada senão ruínas.

### Rio Branco
Foi inaugurada em 31 de dezembro de 1912 originalmente pela E. F. Itapura-Corumbá e em 1917 fundida com a Noroeste do Brasil. Seu nome se deve provavelmente a uma homenagem ao Barão do Rio Branco, que faleceu no mesmo ano da abertura da linha férrea. A estação foi construída com madeira, talvez como o restante dos postos telegráficos construídos na mesma época. E segue existindo em 2011 sem uso registrado.

### Posto do Km 599
Inaugurado em 1 de julho de 1956. Seu nome se deve á quilometragem inicial da ferrovia antes das retificações, que era diferente da quilometragem em 1959. A estação chegou a receber também o nome de Pombo. Atualmente não sobrou mais nada senão ruínas no referido terminal.